# Katarzyna Butowtt
Katarzyna Butowtt (ur. w 1957 lub w  1960 w Warszawie) – jedna z najbardziej znanych modelek w Polsce w latach 70. i 80. XX wieku. Pełni rolę rzeczniczki prasowej w Fundacji Dr Clown. Była prominentną postacią na polskich pokazach mody, prezentując kolekcje m.in. Barbary Hoff, Grażyny Hase oraz Jerzego Antkowiaka. Zagrała w ponad stu reklamach. Stała się rozpoznawalną twarzą popularnej loterii Teletombola w latach 90.XX, z którą później była długo kojarzona. Poza tym, można ją zobaczyć w kilku filmowych epizodach (m.in. w „Psach” Pasikowskiego). Do dziś uważana za „ikonę polskich reklam” lub nazywana „ikoną polskiego modelingu”. 

## Życiorys
Już od najmłodszych lat wykazywała się znaczną urodą na zdjęciach. Już jako uczennica szkoły podstawowej, fotograf zwracał uwagę na jej wyjątkowy wygląd, prosząc, by zajmowała miejsce w pierwszym rzędzie i pozowała do dodatkowych zdjęć. Gdy miała 7 lat, miała swój pierwszy występ jako modelka w warszawskim sklepie Jelonek na ulicy Puławskiej, prezentując zestawy fartuszków na targach odzieży szkolnej. Będąc dzieckiem jej marzeniem było zostać weterynarzem, jednak przez alergię na sierść nie mogła spełnić tych planów. Jako modelka zadebiutowała w 1972 roku. Gdy miała 15 lat, zauważył ją na ulicy fotograf pracujący dla znanej projektantki mody Grażyny Hase. Niedługo potem na wybiegu prezentowała kolekcje Mody Polskiej, Barbary Hoff, Grażyny Hase, Jerzego Antkowiaka, Ledy, Cory. Na przełomie lat 70. i 80. brała udział w pokazach mody w Szwajcarii oraz wzięła udział w sesjach zdjęciowych i kilku pokazach mody w Paryżu. Dostała propozycję kilkusezonowego kontraktu w Paryżu, lecz zrezygnowała i wróciła do kraju. Za to można było ją podziwiać na wybiegach w Mongolii.
Ukończyła studia na Wydziale Filozofii na kierunku psychologia Akademii Teologii Katolickiej w Warszawie. Przez kilka lat prowadziła własną agencję modelek.
Na początku lat 90. była jedną z najbardziej rozpoznawalnych polskich modelek, biorących udział w pierwszych polskich reklamach telewizyjnych przedstawiających wiele różnych produktów. Dużą popularność przyniosła jej telewizyjna loteria Teletombola, z którą przez wiele lat była potem kojarzona.
Obecnie udziela się jako wolontariuszka w Fundacji Dr Clown, której wolontariusze w przebraniu klaunów odwiedzają ciężko chore dzieci leżące w szpitalach, „lecząc” je śmiechem, żartem i zabawą. Choć karierę w modelingu zakończyła w połowie lat 90., do dzisiaj okazjonalnie pojawia się na wybiegach.

## Życie prywatne
Jest żoną Tomasza Butowtta, niegdyś perkusisty, a obecnie specjalisty od oprawy muzycznej pokazów mody.

## Filmografia
- 1991: Przeklęta Ameryka jako Jane
- 1991: Obywatel świata jako Kaśka
- 1992: Psy jako dziewczyna Wolfa
- 1993: Uprowadzenie Agaty jako żona wiceministra
- 2000: Sen o kanapce z żółtym serem obsada aktorska
- 2022: Jezioro Słone jako Helena